# Uddengruvan
Uddengruvan är en nu nedlagd koppar-, zink- bly-, guld- och silvergruva öster om sjön Kedträsket, Norsjö kommun. Den ligger i Skelleftefältet och drevs av Boliden AB 1972-1991. Öster om Uddengruvan ligger Kedträskgruvan.
Obekräftade muntliga uppgifter gör gällande att gruvlaven i Uddengruvan var mellan 56 och 75 m hög, och skulle då varit den tredje högsta i Sverige efter gruvlavarna i Aitik och Stekenjokk.
Ett examensarbete om den nedlagda grunvan utfördes av Marie Löfberg vid Stockholms universitet. Titeln var Geokemisk undersökning vid Uddengruvan - En nedlagd gruva i Västerbotten. Examensarbetet erhöll pris för bästa examensarbete 2013 vid SveMins miljökonferens i Kiruna i oktober 2013 med en prissumma från Janne Kempes stipendium.